# Das brennende Land
Das brennende Land (engl. The Burning Land) ist ein historischer Roman des britischen Schriftstellers Bernard Cornwell. Das Buch erschien 2010 in deutscher Übersetzung von Karolina Fell beim Rowohlt Verlag. Die fiktionale Haupthandlung ist in historische Ereignisse eingebettet. Das brennende Land ist im 9. Jahrhundert n. Chr. in Wessex und Cornwall angesiedelt und beschreibt die Auseinandersetzungen des angelsächsischen Königs Alfred von Wessex mit den dänischen Wikingern. Historischen Personen wie König Alfred und seinem Sohn Edward stehen erfundene Figuren wie der Angelsachse Uhtred, der Held und Erzähler der Geschichte, gegenüber.

## Einordnung in Cornwells Serien
Das brennende Land ist der fünfte Band einer mehrteiligen Serie, die unter dem Titel The Saxon Stories in englischer Sprache erscheint. Im Deutschen heißt sie nach ihrem Protagonisten Die Uhtred-Saga. Die vorhergehenden Bände sind Das letzte Königreich, Der weiße Reiter, Die Herren des Nordens und Schwertgesang. Die Serie wurde mit Der sterbende König, Der Heidenfürst und Der leere Thron fortgesetzt. Mit Wolfskrieg wurde im April 2019 der elfte Roman des Zyklus um Alfred den Großen und seinen Sohn Edward auf Deutsch veröffentlicht. Wie viele Teile die gesamte Serie enthalten wird, wurde von Cornwell noch nicht bekanntgegeben.

## Handlung
Das Brennende Land setzt zeitlich einige Jahre nach Schwertgesang ein: Uhtred von Bebbanburg ist ca. 40 Jahre alt und lebt mit seinen drei Kindern und seiner zweiten Frau Gisela, die wieder schwanger ist, in London. Hier ist er Militärgouverneur und kümmert sich um die Stadtverteidigung.
Auf König Alfreds Befehl reist er zu den Dänen unter Graf Haesten, der einst Uhtreds Mann war, um Geiseln abzuholen und Geschenke zu übergeben. Damit will Alfred sie von kriegerischen Aktionen gegenüber Wessex abhalten, da sich noch eine zweite große Gruppe Dänen unter dem Kriegsherrn Harald Bluthaar im Süden Britanniens aufhält.
Nach der Rückkehr kann er in einem geplünderten Dorf eine plündernde Truppe von Haralds Wikingern unter der Führung von Skade stellen. Er kann die zauberkundige, stolze Frau, der der Dänenherrscher Harald gänzlich verfallen ist, gefangen nehmen. Mit diesem Faustpfand kann er Harald Bluthaar und sein Heer in eine Falle locken: die Schlacht von Fearnhamme (Farnham), die er mit Hilfe von Aethelflaed, der ältesten Tochter von König Alfred, der Frau von Uhtreds Cousin Æthelred, Aldermann von Mercien, für sich entscheiden kann. Skade verflucht Uhtred. Harald wird schwer verwundet und flüchtet mit einem Teil seiner verbliebenen Truppen auf die Insel Torneie. Der Rest seiner geschlagenen Mannschaften schließt sich Jarl Haesten an.
Gisela und ihr Neugeborenes sterben bei der Entbindung, und Uhtred fällt durch eine Intrige der Geistlichen (insbesondere Bischof Asser) am Hof Alfreds, bei der er einen Priester erschlägt, der ihn und seine Frau beleidigt hat, in Ungnade. Er soll sein Vermögen an die Kirche übergeben und Alfreds Sohn Edward den Treueeid leisten.
Uhtred verlässt mit der gefangenen Skade und seiner Haustruppe Wessex und fährt mit seinem Schiff nach Northumbrien zu seinem dänischen Freund Ragnar Ragnarson. Hier reift der Plan, zu Skades Ehemann Skirnir auf die Friesischen Inseln zu segeln, das von diesem ausgesetzte hohes Lösegeld für die Rückgabe von Skade zu erhalten und dessen ungeheure Schätze zu rauben. Mit diesem Vermögen will Uhtred Krieger anwerben, um seine heimatliche Festung Bebbanburg zurückzuerobern, die ihm von seinem Onkel geraubt wurde.
Nachdem durch eine List Skirnir und seine Haustruppe überwältigt wurden, stellt Uhtred fest, dass der Hort nicht so groß ist wie gedacht und er gibt Skade nicht den von ihr geforderten Anteil. Skade verlässt Uhtred daraufhin zornig.
Zurück bei Ragnar in Dunholm, planen beide gemeinsam Alfred anzugreifen und Wessex und Mercien zu erobern. Uhtred möchte nun hier Vermögen und Macht erwerben um seinen Traum zu erfüllen und Bebbanburg zurückzuerobern.
Doch dann trifft Pater Pyrlig in Dunholm ein, mit einer Botschaft von Aethelflaed, der er einst seinen Eid geschworen hat. Er soll Mercien und sie schützen. Er reist zu ihr nach Mercien und schützt sie vor einer Intrige ihres Ehemannes Æthelred. Währenddessen beginnt die Invasion Merciens durch Haestens Dänen, dem sich nun auch Skade angeschlossen hat.
Einzelne Gruppen der Dänen ziehen plündernd durch das ganze Land, ihr Stützpunkt ist Beamfleot. Hierher bringen sie ihre Beute und die Sklaven, hier liegen ihre Schiffe und hier sind auch die Familien der Plünderer. Uhtred plant Beamfleot zu erobern, hat aber große Probleme, eine ausreichend große Truppe aufzustellen. Erst als ihm Alfred seinen Sohn, den Thronfolger Edward und Uhtreds alten Freund Steapa Snotor mit Verstärkung schickt, kann er Beamfleot angreifen und einnehmen.
Graf Haesten ist nicht in der Festung, dafür aber Skade, die von dem verkrüppelten Harald Bluthaar getötet wird, der sich gegen Lösegeld von Torneie zurückgezogen hat. Danach tötet Uhtred Harald.